# Little Marcle
Little Marcle est une paroisse civile et un village du Herefordshire, en Angleterre.